# Le Chasseur de chez Maxim's
Pour les articles homonymes, voir Le Chasseur de chez Maxim's (homonymie).
Le Chasseur de chez Maxim's est une pièce de théâtre française d'Yves Mirande et Gustave Quinson, une comédie  en trois actes, créée le 24 décembre 1920, au théâtre du Palais-Royal, à Paris.

## Résumé
Julien Pauphilat est, depuis vingt ans, le premier chasseur de chez Maxim's, mais, par goût de la respectabilité, il se fait passer le jour pour un honorable industriel. Grâce à son métier très rémunérateur, il a pu s'acheter un château où vivent son épouse et sa fille Mimi, qui ignorent tout de son vrai métier. Mimi a fait la connaissance du marquis du Vélin, un jeune noceur qui est tombé amoureux d'elle et veut l'épouser. Julien, qui connait bien cet ancien habitué de chez Maxim's, refuse son consentement, d'autant que le marquis lui a ravi sa maitresse. Mais ils savent faire fi des préjugés et vont tous y trouver leur compte...

## Distribution à la création
- Adrien Le Gallo : Julien Pauphilat
- Pierre Bressol : le marquis du Vélin
- Guyon fils : le chanoine
- Marguerite Templey : Totoche
- Jane Marken : Geneviève
- Frédéric Duvallès : Octave
- Charles Barrois : le patron
- Henri Delivry : M. Honoré
- Georges Michel : La Giclais
- Baron fils
- Ferdinand Gabin : Cruchon
- Émile Saint-Ober : le provincial
- Huguette Dastry : Cricri
- Marguerite Peuget : Mme Pauphilat
- Paule Delys : la dame du lavabo
- Marise Massare
- Suzy Renard

## Appréciation
« Comédie pleine de bonne folie, de situations bouffonnes, nouée et dénouée de très plaisante façon. Dois-je vanter le très grand talent [des acteurs][...] Tous les amateurs du théâtre amusant et léger connaissent ces noms et iront, cette fois encore, applaudir ceux qui les portent avec tant de verve et d'entrain. »

— Jacques Heugel, Le Ménestrel, 31 décembre 1920

## Adaptations
Films
- Le Chasseur de chez Maxim's de Roger Lion et Nicolas Rimsky (1927)
- Le Chasseur de chez Maxim's de Karl Anton (1933)
- Le Chasseur de chez Maxim's de Maurice Cammage (1939)
- Le Chasseur de chez Maxim's d'Henri Diamant-Berger (1953)
- Le Chasseur de chez Maxim's de Claude Vital (1976)

Roman
- Henri Géroule, Le Chasseur de chez Maxim's, roman tiré de la pièce, illustré par les photographies du film de la Société des films Albatros, éditions Jules Tallandier, 1928